# Liste der denkmalgeschützten Objekte in Ybbsitz
Die Liste der denkmalgeschützten Objekte in Ybbsitz enthält die 29 denkmalgeschützten, unbeweglichen Objekte der Marktgemeindes Ybbsitz im niederösterreichischen Bezirk Amstetten.

## Denkmäler
| Foto |                 | Denkmal                                                                                      | Standort                                     | Beschreibung | Metadaten |
| ---- | --------------- | -------------------------------------------------------------------------------------------- | -------------------------------------------- | --- | --- |
| ja   | Datei hochladen | Hammerherrenhaus HERIS-ID: 31614 Objekt-ID: 28592                                            | Alte Poststraße 6 Standort KG: Ybbsitz       | Ein stattliches zweigeschoßiges ehemaliges Hammerherrenhaus mit Mansarddach, das um 1800 errichtet wurde. | BDA-Hist.: Q37943457 Status: Bescheid Stand der BDA-Liste: 2025-06-30 Name: Hammerherrenhaus GstNr.: .25 Wohnhaus Alte Poststraße 6 Ybbsitz                                                                          |
| ja   | Datei hochladen | Florianikapelle HERIS-ID: 31668 Objekt-ID: 28647                                             | Eisenstraße Standort KG: Ybbsitz             | Eine barocke Kapelle mit einem Schopfwalmdach, die 1911 vergrößert wurde und in der sich eine Statue des hl. Florian um 1700 befindet. | BDA-Hist.: Q37943660 Status: § 2a Stand der BDA-Liste: 2025-06-30 Name: Florianikapelle GstNr.: 586/20 Florianikapelle Ybbsitz                                                                                       |
| ja   | Datei hochladen | Wohnhaus (ehem. Schmiede, Eisenstraßenhaus) HERIS-ID: 31620 Objekt-ID: 28598                 | Eisenstraße 13 Standort KG: Ybbsitz          | Ein kubisches Bauwerk mit seichtem Mittelrisalit das in den 1930er Jahren aufgestockt wurde. | BDA-Hist.: Q37943479 Status: Bescheid Stand der BDA-Liste: 2025-06-30 Name: Wohnhaus (ehem. Schmiede, Eisenstraßenhaus) GstNr.: .133 Wohnhaus Eisenstraße 13 Ybbsitz                                                 |
| ja   | Datei hochladen | Wohnhaus, Altes Eisenhandlungshaus HERIS-ID: 31621 Objekt-ID: 28599                          | Eisenstraße 15 Standort KG: Ybbsitz          | Ein ehemaliges Eisenhandlungshaus, das urkundlich 1553 erwähnt wurde, später urkundlich von 1730 bis 1800 als Gasthaus. | BDA-Hist.: Q37943489 Status: Bescheid Stand der BDA-Liste: 2025-06-30 Name: Wohnhaus, Altes Eisenhandlungshaus GstNr.: .132 Wohnhaus Eisenstraße 15 Ybbsitz                                                          |
| ja   | Datei hochladen | Luss-Steg-Kapelle HERIS-ID: 31672 Objekt-ID: 28651                                           | Grestner Straße Standort KG: Ybbsitz         | Die Kapelle wurde 1982 unter Verwendung eines alten Steinportals eines Schmiedhauses errichtet. | BDA-Hist.: Q37943690 Status: § 2a Stand der BDA-Liste: 2025-06-30 Name: Luss-Steg-Kapelle GstNr.: 158/1 Luss-Steg-Kapelle Ybbsitz                                                                                    |
| ja   | Datei hochladen | Herrenhaus, Altes Pfannenschmiedehaus HERIS-ID: 31626 Objekt-ID: 28604                       | Grestner Straße 35 Standort KG: Ybbsitz      | Der mächtige, im Kern aus dem 16. Jahrhundert stammende Bau steht unter einem hohen Mansarddach mit Gaupenreihe. Die Rokokofassaden zeigen Lisenengliederung, Weintrauben-Schlingdekor und Muschelüberblendungen. Geschmiedete Fensterkörbe mit farbig gefastem Rosendekor befinden sich im Obergeschoß. Im Inneren befindet sich eine mit 1593 bezeichnete Balkendecke, Erdgeschoßräume, Küche und Flur sind gewölbt. Anmerkung: Im Dehio als Haus Nr. 45 angegeben    | BDA-Hist.: Q37943511 Status: Bescheid Stand der BDA-Liste: 2025-06-30 Name: Herrenhaus, Altes Pfannenschmiedehaus GstNr.: .66 Herrenhaus Grestner Straße 35 Ybbsitz                                                  |
| ja   | Datei hochladen | Marktbrunnen HERIS-ID: 31669 Objekt-ID: 28648                                                | Hammerschmiedstraße Standort KG: Ybbsitz     | Ein 1834 errichteter Brunnen mit oktogonalem Becken und eingestelltem Pfeiler mit Kugelaufsatz. | BDA-Hist.: Q37943663 Status: § 2a Stand der BDA-Liste: 2025-06-30 Name: Marktbrunnen GstNr.: 614 Marktbrunnen Ybbsitz                                                                                                |
| ja   | Datei hochladen | Wohnhaus, ehem. Hammerherrenhaus, Schwarzes Haus HERIS-ID: 31630 Objekt-ID: 28608            | Hammerschmiedstraße 1 Standort KG: Ybbsitz   | Das ehemalige Hammerherrenhaus, auch Schwarzes Haus genannt, ist ein zweigeschoßiges Bauwerk mit Walmdach aus dem Ende des 18. Jahrhunderts (im Kern spätmittelalterlich). | BDA-Hist.: Q37943530 Status: § 2a Stand der BDA-Liste: 2025-06-30 Name: Wohnhaus, ehem. Hammerherrenhaus, Schwarzes Haus GstNr.: .246/1 Ehem. Hammerherrenhaus Hammerschmiedstraße 1 Ybbsitz                         |
| ja   | Datei hochladen | Genossenschaftshammer und Lagergebäude (Sonneckwerk II) HERIS-ID: 31632 Objekt-ID: 28610     | Hammerschmiedstraße 2 Standort KG: Ybbsitz   | Ein breitgiebeliger biedermeierlicher eingeschoßiger Bau mit Sichtelfirst und Kragsteinen, der 1903 umgebaut wurde. | BDA-Hist.: Q37943548 Status: Bescheid Stand der BDA-Liste: 2025-06-30 Name: Genossenschaftshammer und Lagergebäude (Sonneckwerk II) GstNr.: .246/2, .244, .246/5 Genossenschaftshammer Hammerschmiedstraße 2 Ybbsitz |
| ja   | Datei hochladen | Haus Eckamp HERIS-ID: 60099 Objekt-ID: 71974                                                 | Haselgraben 8 Standort KG: Haselgraben       | Ein eingeschoßiger Doppel-T-Hof mit einer Struktur aus dem 17. Jahrhundert. | BDA-Hist.: Q38090155 Status: Bescheid Stand der BDA-Liste: 2025-06-30 Name: Haus Eckamp GstNr.: .78 Haus Eckamp Haselgraben 8 Ybbsitz                                                                                |
| ja   | Datei hochladen | Ehem. Hackenschmiede Fahrngruber-Hammer HERIS-ID: 31637 Objekt-ID: 28616                     | In der Noth 40 Standort KG: Ybbsitz          | Ein eingeschoßiges biedermeierliches Werksgebäude, das seit 1992/93 als Museum dient. | BDA-Hist.: Q37943567 Status: Bescheid Stand der BDA-Liste: 2025-06-30 Name: Ehem. Hackenschmiede Fahrngruber-Hammer GstNr.: .224, .225                                                                               |
| ja   | Datei hochladen | Ehem. Strunzhammer, heute Hammerwerk Eybl HERIS-ID: 31677 Objekt-ID: 28657                   | In der Noth 49 Standort KG: Ybbsitz          | Ein ehemaliges Schaufelhammerwerk, welches 1834 errichtet, 1925 umgebaut und 1975 stillgelegt wurde. | BDA-Hist.: Q37943711 Status: Bescheid Stand der BDA-Liste: 2025-06-30 Name: Ehem. Strunzhammer, heute Hammerwerk Eybl GstNr.: .195/2, 456, 615                                                                       |
| ja   | Datei hochladen | Einödhammer (Penn-Hammer) samt Werkstättengebäude und Stadl HERIS-ID: 31574 Objekt-ID: 28550 | Kleinprolling 28, 40 Standort KG: Prolling   | Eine ehemalige Hacken- und Reifmesserschmiede aus dem Anfang des 19. Jahrhunderts. | BDA-Hist.: Q37943149 Status: Bescheid Stand der BDA-Liste: 2025-06-30 Name: Einödhammer (Penn-Hammer) samt Werkstättengebäude und Stadl GstNr.: .10/2, 58                                                            |
| ja   | Datei hochladen | Rathaus HERIS-ID: 31638 Objekt-ID: 28617                                                     | Markt 1 Standort KG: Ybbsitz                 | Ein seit 1772 als Gemeindeamt dienendes Bauwerk mit einer Fassade aus dem Jahr 1904. | BDA-Hist.: Q37943576 Status: § 2a Stand der BDA-Liste: 2025-06-30 Name: Rathaus GstNr.: 271 Rathaus Markt 1 Ybbsitz                                                                                                  |
| ja   | Datei hochladen | Pfarrhof HERIS-ID: 31647 Objekt-ID: 28626                                                    | Markt 12 Standort KG: Ybbsitz                | Ein dreigeschoßiger Baukubus mit einem Mansarddach und spätbarocker Fassade, der 1778 bis 1780 errichtet wurde. | BDA-Hist.: Q37943596 Status: § 2a Stand der BDA-Liste: 2025-06-30 Name: Pfarrhof GstNr.: .87/1 Pfarrhof Ybbsitz |
| ja   | Datei hochladen | Kriegerdenkmal HERIS-ID: 31666 Objekt-ID: 28645                                              | Markt 15 Standort KG: Ybbsitz                | Ein von Anselm Carl Zinser 1930 errichtetes Denkmal. | BDA-Hist.: Q37943658 Status: § 2a Stand der BDA-Liste: 2025-06-30 Name: Kriegerdenkmal GstNr.: 586/3 Kriegerdenkmal Ybbsitz                                                                                          |
| ja   | Datei hochladen | Pest-/Dreifaltigkeitssäule HERIS-ID: 31667 Objekt-ID: 28646                                  | Markt 15 Standort KG: Ybbsitz                | Die Pestsäule aus dem 17. Jahrhundert stand bis 1931 an der Hafnerbrücke. | BDA-Hist.: Q37943659 Status: § 2a Stand der BDA-Liste: 2025-06-30 Name: Pest-/Dreifaltigkeitssäule GstNr.: 586/3 Pestsäule Ybbsitz                                                                                   |
| ja   | Datei hochladen | Wohn- und Geschäftshaus, Altes Rathaus HERIS-ID: 31648 Objekt-ID: 28627                      | Markt 16 Standort KG: Ybbsitz                | Ein zweigeschoßiger Bau mit Walmdach, der von 1594 bis 1772 als Gemeindeamt diente. | BDA-Hist.: Q37943605 Status: § 2a Stand der BDA-Liste: 2025-06-30 Name: Wohn- und Geschäftshaus, Altes Rathaus GstNr.: .95 Altes Rathaus Markt 16 Ybbsitz                                                            |
| ja   | Datei hochladen | Kanzlerhaus (Haus Kremayr) HERIS-ID: 31652 Objekt-ID: 28631                                  | Markt 24 Standort KG: Ybbsitz                | Ein zweigeschoßiges Bauwerk mit hohem Mansarddach, das 1740 errichtet und von 1902 bis 1906 umgebaut wurde. | BDA-Hist.: Q37943634 Status: Bescheid Stand der BDA-Liste: 2025-06-30 Name: Kanzlerhaus (Haus Kremayr) GstNr.: .105/1 Kanzlerhaus Markt 24 Ybbsitz                                                                   |
| ja   | Datei hochladen | Aufnahmsgebäude Ybbsitz und Lokschuppen HERIS-ID: 31659 Objekt-ID: 28638                     | Schwemmau 28 Standort KG: Ybbsitz            | Ein Rechteckbau aus dem Jahr 1898 unter vorgezogenem Satteldach und mit zweiachsigem Giebeltrakt, der als Bahnhof der Ybbstalbahn diente. | BDA-Hist.: Q37943654 Status: Bescheid Stand der BDA-Liste: 2025-06-30 Name: Aufnahmsgebäude Ybbsitz und Lokschuppen GstNr.: 586/29, 605/5 Bahnhof Ybbsitz                                                            |
| ja   | Datei hochladen | Wohnhaus, ehem. Striegelschmiedhaus HERIS-ID: 31661 Objekt-ID: 28640                         | Schwemmau 30 Standort KG: Ybbsitz            | Ein zweigeschoßiges Bauwerk mit Walmdach und Rieselputzfassade aus dem Ende des 18. Jahrhunderts. | BDA-Hist.: Q37943656 Status: Bescheid Stand der BDA-Liste: 2025-06-30 Name: Wohnhaus, ehem. Striegelschmiedhaus GstNr.: .273 Wohnhaus, ehem. Striegelschmiedhaus Schwemmau 30 Ybbsitz                                |
| ja   | Datei hochladen | Wohnhaus HERIS-ID: 31665 Objekt-ID: 28644                                                    | Unterer Gurhof 1, 2, 3 Standort KG: Ybbsitz  | Das ehemalige Zeugschmiedehaus (Nr. 3), seit 1636 auch Hammer, ist im Kern spätgotisch und wurde 1957 umgebaut. Der kubische Bau steht unter einem sehr steilen Schopfwalmdach, seine Fassaden zeigen eine gemalte Quaderung, die 1977 restauriert wurde, sowie spätgotische Steingewändeportale und -fenster, und auch biedermeierliche Baudetails. Im Inneren sind noch ein quer gelagerter, durchgängiger Mittelflur und Tonnengewölbe in beiden Geschoßen erhalten. | BDA-Hist.: Q37943657 Status: § 2a Stand der BDA-Liste: 2025-06-30 Name: Wohnhaus GstNr.: .276 Wohnhaus Unterer Gurhof 3 Ybbsitz                                                                                      |
| ja   | Datei hochladen | Marienkapelle HERIS-ID: 31670 Objekt-ID: 28649                                               | bei Waidhofner Straße 8 Standort KG: Ybbsitz | Ein barocker Rechteckbau mit geschweiftem Bogengiebel und einem Schmiedeeisengitter aus der ersten Hälfte des 18. Jahrhunderts. | BDA-Hist.: Q37943670 Status: Bescheid Stand der BDA-Liste: 2025-06-30 Name: Marienkapelle GstNr.: .351 Marienkapelle Ybbsitz                                                                                         |
| ja   | Datei hochladen | Straßenbrücke über die Ybbs – Ybbsbrücke HERIS-ID: 62424 Objekt-ID: 74976                    | Schütt 5, in der Nähe Standort KG: Maisberg  | Eine steinerne Bogenbrücke, erbaut um 1878. Die Brücke verbindet die Gemeinden Ybbsitz und Waidhofen an der Ybbs. | BDA-Hist.: Q38099696 Status: Bescheid Stand der BDA-Liste: 2025-06-30 Name: Straßenbrücke über die Ybbs – Ybbsbrücke GstNr.: 669/3                                                                                   |
| ja   | Datei hochladen | Viadukt und Eisenbrücke bei Gstadt HERIS-ID: 26618 Objekt-ID: 23104                          | Standort KG: Maisberg                        | Eine eiserne Fachwerkbrücke, die im Zuge des Ausbaus der Ybbstalbahn 1898/99 errichtet wurde. Die Brücke verbindet die Gemeinden Ybbsitz und Waidhofen an der Ybbs. | BDA-Hist.: Q37902809 Status: Bescheid Stand der BDA-Liste: 2025-06-30 Name: Viadukt und Eisenbrücke bei Gstadt GstNr.: 698                                                                                           |
| ja   | Datei hochladen | Ursprungskapelle HERIS-ID: 31566 Objekt-ID: 28541                                            | Standort KG: Schwarzois                      | Eine schlichte Rechteckkapelle, die 1871 errichtet wurde. | BDA-Hist.: Q37943103 Status: § 2a Stand der BDA-Liste: 2025-06-30 Name: Ursprungskapelle GstNr.: .2 Ursprungskapelle Ybbsitz                                                                                         |
| ja   | Datei hochladen | Wallfahrtskirche Maria Seesal HERIS-ID: 31578 Objekt-ID: 28555                               | Standort KG: Schwarzois                      | Eine schlichte späthistoristische Saalkirche, die anstelle einer 1864 errichteten Kapelle von 1904 bis 1906 nach Plänen von Josef Hummer gebaut wurde. Der Hochaltar mit einem barocken Säulenretabel (um 1740) stammt aus der Wallfahrtskirche Sonntagberg und wurde hierher übertragen. | BDA-Hist.: Q18052264 Status: § 2a Stand der BDA-Liste: 2025-06-30 Name: Wallfahrtskirche Maria Seesal GstNr.: 28 Wallfahrtskirche Maria Seesal Ybbsitz                                                               |
| ja   | Datei hochladen | Schön-Kreuz-Kapelle HERIS-ID: 31573 Objekt-ID: 28549                                         | Standort KG: Ybbsitz                         | Die spätbarocke Schönkreuz-Kapelle wurde im Jahre 1781 erbaut. Sie birgt zwei kulturhistorische Besonderheiten: Rund um die barocke Christusfigur sind vier Engel zu sehen, die das Blut des Gekreuzigten mit Kelchen auffangen. Der Boden in und vor der Kapelle besteht aus abgenützten Schleifsteinen. | BDA-Hist.: Q37943131 Status: § 2a Stand der BDA-Liste: 2025-06-30 Name: Schön-Kreuz-Kapelle GstNr.: .210 Schön-Kreuz-Kapelle Ybbsitz                                                                                 |
| ja   | Datei hochladen | Kath. Pfarrkirche hl. Johannes der Täufer HERIS-ID: 31676 Objekt-ID: 28656                   | Markt 13, gegenüber Standort KG: Ybbsitz     | Eine spätgotische Hallenkirche mit eingestelltem Südturm, dessen Chor 1419 und das Langhaus 1480/96 errichtet wurde. Der barocke Hochaltar stammt von der Kartäuserkirche Gaming und wurde 1786 hierher übertragen. | BDA-Hist.: Q37943701 Status: Bescheid Stand der BDA-Liste: 2025-06-30 Name: Kath. Pfarrkirche hl. Johannes der Täufer GstNr.: .89 Pfarrkirche hl. Johannes der Täufer Ybbsitz                                        |